# MotoGP francia nagydíj
A MotoGP francia nagydíja a MotoGP egy versenye, melyet a sorozat kezdete, 1949 óta eddig összesen 52 alkalommal rendeztek meg. Előtte Európa-bajnoki futamként szintén megrendezték, egészen 1920-tól.

## A francia nagydíj győztesei
A piros háttérrel jelzett versenyek nem képezték részét a világbajnokságnak.
| Év   | Helyszín | MotoE             | MotoE              | Moto3              | Moto2             | MotoGP          | Összefoglaló |
| Év   | Helyszín | Verseny 1         | Verseny 2          | Moto3              | Moto2             | MotoGP          | Összefoglaló |
| ---- | -------- | ----------------- | ------------------ | ------------------ | ----------------- | --------------- | ------------ |
| 2025 | Le Mans  | Óscar Gutiérrez   | Mattia Casadei     | José Antonio Rueda | Manuel González   | Johann Zarco    | Összefoglaló |
| 2024 | Le Mans  | Nicholas Spinelli | Nicholas Spinelli  | David Alonso       | Sergio García     | Jorge Martín    | Összefoglaló |
| 2023 | Le Mans  | Jordi Torres      | Matteo Ferrari     | Daniel Holgado     | Tony Arbolino     | Marco Bezzecchi | Összefoglaló |
| 2022 | Le Mans  | Mattia Casadei    | Dominique Aegerter | Jaume Masià        | Augusto Fernández | Enea Bastianini | Összefoglaló |
| 2021 | Le Mans  | Eric Granado      | N/A                | Sergio García      | Raúl Fernández    | Jack Miller     | Összefoglaló |
| 2020 | Le Mans  | Jordi Torres      | Niki Tuuli         | Celestino Vietti   | Sam Lowes         | Danilo Petrucci | Összefoglaló |

| Év   | Helyszín    | Moto3             | Moto2             | MotoGP           | Összefoglaló |
| ---- | ----------- | ----------------- | ----------------- | ---------------- | ------------ |
| 2019 | Le Mans     | John McPhee       | Álex Márquez      | Marc Márquez     | Összefoglaló |
| 2018 | Le Mans     | Albert Arenas     | Francesco Bagnaia | Marc Márquez     | Összefoglaló |
| 2017 | Le Mans     | Joan Mir          | Franco Morbidelli | Maverick Viñales | Összefoglaló |
| 2016 | Le Mans     | Brad Binder       | Álex Rins         | Jorge Lorenzo    | Összefoglaló |
| 2015 | Le Mans     | Romano Fenati     | Thomas Lüthi      | Jorge Lorenzo    | Összefoglaló |
| 2014 | Le Mans     | Jack Miller       | Mika Kallio       | Marc Márquez     | Összefoglaló |
| 2013 | Le Mans     | Maverick Viñales  | Scott Redding     | Dani Pedrosa     | Összefoglaló |
| 2012 | Le Mans     | Louis Rossi       | Thomas Lüthi      | Jorge Lorenzo    | Összefoglaló |
| Év   | Helyszín    | 125 cm³           | Moto2             | MotoGP           | Összefoglaló |
| 2011 | Le Mans     | Maverick Viñales  | Marc Márquez      | Casey Stoner     | Összefoglaló |
| 2010 | Le Mans     | Pol Espargaró     | Toni Elías        | Jorge Lorenzo    | Összefoglaló |
| Év   | Helyszín    | 125 cm³           | 250 cm³           | MotoGP           | Összefoglaló |
| 2009 | Le Mans     | Julián Simón      | Marco Simoncelli  | Jorge Lorenzo    | Összefoglaló |
| 2008 | Le Mans     | Mike di Meglio    | Álex Debón        | Valentino Rossi  | Összefoglaló |
| 2007 | Le Mans     | Sergio Gadea      | Jorge Lorenzo     | Chris Vermeulen  | Összefoglaló |
| 2006 | Le Mans     | Thomas Lüthi      | Takahasi Júki     | Marco Melandri   | Összefoglaló |
| 2005 | Le Mans     | Thomas Lüthi      | Dani Pedrosa      | Valentino Rossi  | Összefoglaló |
| 2004 | Le Mans     | Andrea Dovizioso  | Dani Pedrosa      | Sete Gibernau    | Összefoglaló |
| 2003 | Le Mans     | Dani Pedrosa      | Toni Elías        | Sete Gibernau    | Összefoglaló |
| 2002 | Le Mans     | Lucio Cecchinello | Fonsi Nieto       | Valentino Rossi  | Összefoglaló |
| Év   | Helyszín    | 125 cm³           | 250 cm³           | 500 cm³          | Összefoglaló |
| 2001 | Le Mans     | Manuel Poggiali   | Kató Daidzsiró    | Max Biaggi       | Összefoglaló |
| 2000 | Le Mans     | Ui Júicsi         | Ukava Tóru        | Àlex Crivillé    | Összefoglaló |
| 1999 | Paul Ricard | Roberto Locatelli | Ukava Tóru        | Àlex Crivillé    | Összefoglaló |
| 1998 | Paul Ricard | Szakata Kazuto    | Harada Tecuja     | Àlex Crivillé    | Összefoglaló |
| 1997 | Paul Ricard | Valentino Rossi   | Harada Tecuja     | Michael Doohan   | Összefoglaló |
| 1996 | Paul Ricard | Stefano Perugini  | Max Biaggi        | Michael Doohan   | Összefoglaló |
| 1995 | Le Mans     | Aoki Harucsika    | Ralf Waldmann     | Michael Doohan   | Összefoglaló |
| 1994 | Le Mans     | Ueda Noboru       | Loris Capirossi   | Michael Doohan   | Összefoglaló |
| 1992 | Magny-Cours | Ezio Gianola      | Loris Reggiani    | Wayne Rainey     | Összefoglaló |
| 1991 | Paul Ricard | Loris Capirossi   | Loris Reggiani    | Wayne Rainey     | Összefoglaló |
| 1990 | Le Mans     | Hans Spaan        | Carlos Cardús     | Kevin Schwantz   | Összefoglaló |
| 1989 | Le Mans     | Jorge Martínez    | Carlos Cardús     | Eddie Lawson     | Összefoglaló |
| 1988 | Paul Ricard | Jorge Martínez    | Jacques Cornu     | Eddie Lawson     | Összefoglaló |
| 1987 | Le Mans     | Fausto Gresini    | Reinhold Roth     | Randy Mamola     | Összefoglaló |
| 1986 | Paul Ricard | Luca Cadalora     | Carlos Lavado     | Eddie Lawson     | Összefoglaló |

| Év   | Helyszín         | 80 cm³               | 125 cm³            | 250 cm³              | 350 cm³             | 500 cm³           | Összefoglaló |
| ---- | ---------------- | -------------------- | ------------------ | -------------------- | ------------------- | ----------------- | ------------ |
| 1985 | Le Mans          | Ángel Nieto          | Ezio Gianola       | Freddie Spencer      |                     | Freddie Spencer   | Összefoglaló |
| 1984 | Paul Ricard      |                      | Ángel Nieto        | Anton Mang           |                     | Freddie Spencer   | Összefoglaló |
| Év   | Helyszín         | 50 cm³               | 125 cm³            | 250 cm³              | 350 cm³             | 500 cm³           | Összefoglaló |
| 1983 | Le Mans          | Stefan Dörflinger    | Ricardo Tormo      | Alan Carter          |                     | Freddie Spencer   | Összefoglaló |
| 1982 | Nogaro           |                      | Jean-Claude Selini | Jean-Louis Tournadre | Jean-François Baldé | Michel Frutschi   | Összefoglaló |
| 1981 | Paul Ricard      |                      | Ángel Nieto        | Anton Mang           |                     | Marco Lucchinelli | Összefoglaló |
| 1980 | Paul Ricard      |                      | Ángel Nieto        | Kork Ballington      | Jon Ekerold         | Kenny Roberts     | Összefoglaló |
| 1979 | Le Mans          | Eugenio Lazzarini    | Guy Bertin         | Kork Ballington      | Patrick Fernandez   | Barry Sheene      | Összefoglaló |
| 1978 | Nogaro           |                      | Pier Paolo Bianchi | Gregg Hansford       | Gregg Hansford      | Kenny Roberts     | Összefoglaló |
| 1977 | Paul Ricard      |                      | Pier Paolo Bianchi | Jon Ekerold          | Katajama Takazumi   | Barry Sheene      | Összefoglaló |
| 1976 | Le Mans          | Herbert Rittberger   |                    | Walter Villa         | Walter Villa        | Barry Sheene      | Összefoglaló |
| 1975 | Paul Ricard      |                      | Kent Andersson     | Johnny Cecotto       | Johnny Cecotto      | Giacomo Agostini  | Összefoglaló |
| 1974 | Clermont-Ferrand | Henk van Kessel      | Kent Andersson     |                      | Giacomo Agostini    | Phil Read         | Összefoglaló |
| 1973 | Paul Ricard      |                      | Kent Andersson     | Jarno Saarinen       | Giacomo Agostini    | Jarno Saarinen    | Összefoglaló |
| 1972 | Clermont-Ferrand |                      | Gilberto Parlotti  | Phil Read            | Giacomo Agostini    | Giacomo Agostini  | Összefoglaló |
| 1970 | Le Mans          | Ángel Nieto          | Dieter Braun       | Rodney Gould         |                     | Giacomo Agostini  | Összefoglaló |
| 1969 | Le Mans          | Aalt Toersen         | Jean Auréal        | Santiago Herrero     |                     | Giacomo Agostini  | Összefoglaló |
| 1967 | Clermont-Ferrand | Katajama Josimi      | Bill Ivy           | Bill Ivy             |                     |                   | Összefoglaló |
| 1966 | Clermont-Ferrand |                      |                    | Mike Hailwood        | Mike Hailwood       |                   | Összefoglaló |
| 1965 | Rouen            | Ralph Bryans         | Hugh Anderson      | Phil Read            |                     |                   | Összefoglaló |
| 1964 | Clermont-Ferrand | Hugh Anderson        | Luigi Taveri       | Phil Read            |                     |                   | Összefoglaló |
| 1963 | Clermont-Ferrand | Hans-Georg Anscheidt | Hugh Anderson      |                      |                     |                   | Összefoglaló |
| 1962 | Clermont-Ferrand | Jan Huberts          | Takahasi Kunimicu  | Jim Redman           |                     |                   | Összefoglaló |
| 1961 | Clermont-Ferrand |                      | Tom Phillis        | Tom Phillis          |                     | Gary Hocking      | Összefoglaló |
| 1960 | Clermont-Ferrand |                      |                    |                      | Gary Hocking        | John Surtees      | Összefoglaló |
| 1959 | Clermont-Ferrand |                      |                    |                      | John Surtees        | John Surtees      | Összefoglaló |
| 1958 | Pau              |                      |                    |                      | Jacques Collot      | Jacques Collot    | Összefoglaló |
| 1955 | Reims            |                      | Carlo Ubbiali      |                      | Duilio Agostini     | Geoff Duke        | Összefoglaló |
| 1954 | Reims            |                      |                    | Werner Haas          | Pierre Monneret     | Pierre Monneret   | Összefoglaló |
| 1953 | Rouen            |                      |                    |                      | Fergus Anderson     | Geoff Duke        | Összefoglaló |
| Év   | Helyszín         | 50 cm³               | 175 cm³            | 250 cm³              | 350 cm³             | 500 cm³           | Összefoglaló |
| 1952 | Albi             |                      | Georges Burgraff   | Fergus Anderson      | Jack Brett          | Jack Brett        | Összefoglaló |
| 1951 | Albi             |                      |                    | Bruno Ruffo          | Geoff Duke          | Alfredo Milani    | Összefoglaló |
| 1949 | Saint-Gaudens    |                      |                    | Fergus Anderson      | David Whitworth     | Leslie Graham     | Összefoglaló |
| 1939 | Reims            |                      |                    | Ewald Kluge          | Heiner Fleischmann  | John White        | Összefoglaló |
| 1938 | Reims            |                      |                    | Ewald Kluge          | Roger Loyer         | Georges Cordey    | Összefoglaló |
| 1937 | Montlhéry        |                      | "Dickwell"         | Roger Loyer          | E A (Ted) Mellors   | E A (Ted) Mellors | Összefoglaló |
| 1936 | Saint-Gaudens    |                      | Henry Nougier      | Georges Monneret     | E A (Ted) Mellors   | Ragnar Sunnqvist  | Összefoglaló |
| 1935 | Montlhéry        |                      | Jean Térigi        | Ove Lambert-Meuller  | Carl Bagenholm      | René Milhoux      | Összefoglaló |
| 1933 | Dieppe           |                      | Eric Fernihough    | Charlie Manders      | Jimmie Simpson      | Percy Hunt        | Összefoglaló |
| 1932 | Reims            |                      | Eric Fernihough    | Leo Davenport        | Jimmie Simpson      | Stanley Woods     | Összefoglaló |
| 1931 | Montlhéry        |                      | Eric Fernihough    | Graham Walker        | Ernie Nott          | Percy Hunt        | Összefoglaló |
| 1930 | Pau              |                      | Eric Fernihough    | E A (Ted) Mellors    | Freddie Hicks       | Stanley Woods     | Összefoglaló |
| 1929 | Le Mans          |                      | Albert Sourdot     | Syd Crabtree         | Freddie Hicks       | Charlie Dodson    | Összefoglaló |
| 1928 | Bordeaux         |                      | Marcel Jolly       | Syd Crabtree         |                     | Stanley Woods     | Összefoglaló |
| 1927 | Saint-Gaudens    |                      | Albert Sourdot     | Syd Crabtree         | Frank Longman       | Joe Craig         | Összefoglaló |
| 1926 | Strasbourg       |                      | Lucien Lemasson    | Syd Crabtree         | Jean Roland         | Alec Bennett      | Összefoglaló |
| 1925 | Montlhéry        |                      | Albert Sourdot     | Jean Roland          | J. Stevens          | Jimmie Simpson    | Összefoglaló |
| 1924 | Lyon             |                      | Albert Sourdot     | Paul Meunier         | Frank Longman       | Alec Bennett      | Összefoglaló |
| 1923 | Tours            |                      |                    | Geoff Davison        | Frank Longman       | Jim Whalley       | Összefoglaló |
| 1922 | Strasbourg       |                      |                    | Geoff Davison        | Erminio Visioli     | Alec Bennett      | Összefoglaló |
| 1921 | Le Mans          |                      |                    | "Vernisse"           | Paul Meunier        | Alec Bennett      | Összefoglaló |
| 1920 | Le Mans          |                      |                    | Marcel Mourier       | Kenelm Bartlett     | Georges Jolly     | Összefoglaló |